# Gabriel de Foigny
Gabriel de Foigny (1630 - 1692), fraile exclaustrado, fue autor de una novela utópica, La Terre australe connue (1676) en la que se narran las aventuras de un viajero imaginario, Jacques Sadeur, en un lugar extraño llamado Tierra austral.

## Trayectoria
Cuanto se sabe de la vida e identidad de Gabriel de Foigny (su libro se editó sin su nombre, en 1676), se basa exclusivamente en la segunda edición del Dictionnaire Historique et Critique de Pierre Bayle (1701, s.v. "Sadeur"). Es una referencia de pseo, por tanto.
Parece hoy indudable que Foigny fue un autor protestante; de vida desequilibrada, acabó sus días recogido en un convento. Para Régis Messac, Gabriel de Foigny fue un pensador libertino, «precursor de los filósofos que proclamaron bien alto sus creencias en el progreso y en su necesidad»

## La Tierra austral conocida
Destaca La tierra austral conocida por un realismo puntilloso, en medio de fantasías con los movimientos el navegante forzado "Sadeur". El relato imita técnicas de autentificación, tanto geográfica y astronómica, como histórico-viajera. 
Notable es que, siendo Sadeur hermafrodita, puede adentrarse sin dificultad en ese mundo utópico, austral y extraordinario, porque todo él es tierra de hermafroditas. Sus habitantes son autosuficientes y pefectos; no dependen de nadie y son rigurosamente similares; dadas sus características físicas, carecen de los apetitos habituales y de las pasiones perturbadoras. Foigny sugiere que sus "australianos" serían una especie de preadamitas.
Esta rara novela utópica de 1676, de ideas corrosivas, tuvo una edición edulcorada en 1692, a la muerte del autor, que fue reimpresa seis veces a principios del siglo XVIII. Se conoció en las Luces. Su referencia "austral" fue copiada en decenas de utopías del siglo XVIII.